# 阿尔马斯 (阿克莫拉)
50°22′04″N 69°48′06″E / 50.36773°N 69.80154°E
阿尔马斯（意为“金钻”）是哈萨克斯坦阿克莫拉州的一个城镇，海拔316米，距离首都阿斯塔納约145公里。